# جوزف مک‌کورمیک (ورزشکار هاکی روی یخ)
جوزف مک‌کورمیک (انگلیسی: Joseph McCormick; ۱۲ اوت ۱۸۹۴ – ۱۴ ژوئن ۱۹۵۸) بازیکن هاکی روی یخ اهل کانادا بود.